# Neumannova vila (Dvůr Králové nad Labem)
Neumannova vila je sídlo, které si nechal v letech 1905–1906 postavit Dr. Richard Neumann, majitel mechanické tkalcovny M. B. Neumann a synové a tiskárny ve Dvoře Králové nad Labem v okrese Trutnov.

## Historie budovy
O vydání stavebního povolení požádal stavebník 15. dubna 1905, městský soud stavbu povolil 24. května 1905. V průběhu stavby byl projekt rozšířen o skleník. Stavba byla zkolaudována 10. listopadu 1906.
V roce 1945 byl majetek Dr. Neumanna dekretem prezidenta Beneše znárodněn. Nejprve zde bylo umístěno místní městské muzeum, v němž se nacházela i galerie a od roku 1965 Textilní muzeum. Vedle muzea vznikla v roce 1946 zoologická zahrada a Neumannův skleník byl jejím prvním tropickým pavilonem.
Roku 1969 bylo muzeum uzavřeno a vila byla převedena do majetku Východočeské zoologické zahrady.
V současné době v budově sídlí ředitelství zoo. Dále je zde umístěna expozice Pravěk očima Zdeňka Buriana se 147 obrazy tohoto malíře.
Budova je chráněna jako kulturní památka České republiky.

## Stavebník budovy dr. Richard Neumann
Dr. Richard Neumann byl člen dynastie královédvorských velkoprůmyslníků. Jeho děd David Neumann založil ve Dvoře Králové textilní továrnu M. B. Neumann. Richard Neumann se narodil 17. prosince 1879 ve Vídni, vystudoval filosofii v Heidelbergu a v roce 1901 převzal vedení rodinné firmy. Před nacistickou okupací odešel s manželkou Alicí Neumannovou nejprve do Paříže, později na Kubu, kde nalezl práci v textilním odvětví a stal se též čestným profesorem na univerzitě v Havaně. Později přesídlil do New Yorku, kde v roce 1961 ve věku 81 let zemřel.

Dr. Richard Neumann byl též sběratelem a znalcem umění, jeho umělecká sbírka obsahovala přes 250 předmětů.